# 12月23日 (旧暦)
旧暦12月23日は旧暦12月の23日目である。六曜は仏滅である。

## できごと
- 安政2年（グレゴリオ暦1856年1月30日） - 日蘭和親条約締結。日本とオランダの間の国交を正式化

## 誕生日
- 元亨元年（ユリウス暦1322年1月11日） - 光明天皇、北朝2代天皇（+ 1380年）
- 明応5年（ユリウス暦1497年1月26日） - 後奈良天皇、105代天皇（+ 1557年）
- 明治4年（グレゴリオ暦1872年2月1日） - 徳田秋声、小説家（+ 1943年）

## 忌日
- 天応元年（ユリウス暦782年1月11日） - 光仁天皇、49代天皇（* 709年）